# Бриттские языки
Бри́ттские языки — подгруппа в составе кельтской группы индоевропейской языковой семьи. В неё входят три живых языка: валлийский, бретонский и корнский, а также мёртвый кумбрийский язык и, возможно, пиктский язык в Шотландии. Кроме того, к бриттской ветви относились кельтские наречия Восточной Британии, сведения о которых мы можем почерпнуть только из топонимии. Предком языков бриттской подгруппы был общебриттский язык.
В рамках кельтских языков бриттские языки обнаруживают близость, с одной стороны, с галльским языком, с другой — с гойдельскими языками.